# Forman (Dakota del Nord)
Forman è un centro abitato (city) degli Stati Uniti d'America, capoluogo della Contea di Sargent, nello Stato del Dakota del Nord. Nel censimento del 2000 la popolazione era di 506 abitanti. La città è stata fondata nel 1883.

## Geografia fisica
Secondo i rilevamenti dell'United States Census Bureau, la località di Forman si estende su una superficie di 1,80 km², tutti occupati da terre.

## Popolazione
Secondo il censimento del 2000, a Forman vivevano 506 persone, ed erano presenti 129 gruppi familiari. La densità di popolazione era di 278 ab./km². Nel territorio comunale si trovavano 256 unità edificate. Per quanto riguarda la composizione etnica degli abitanti, il 97,63% era bianco, lo 0,20% era afroamericano, l'1,38% apparteneva ad altre razze, mentre lo 0,79% apparteneva a due o più. La popolazione di ogni razza ispanica corrispondeva all'1,38% degli abitanti.
Per quanto riguarda la suddivisione della popolazione in fasce d'età, il 20,9% era al di sotto dei 18, il 5,5% fra i 18 e i 24, il 20,8% fra i 25 e i 44, il 27,7% fra i 45 e i 64, mentre infine il 25,1% era al di sopra dei 65 anni di età. L'età media della popolazione era di 46 anni. Per ogni 100 donne residenti vivevano 98,4 maschi.